# 郝广平
郝广平，中华人民共和国政治人物、全国脱贫攻坚先进个人。

## 生平
郝广平任临潭县洮滨镇上川村驻村帮扶工作队队长兼第一书记，国网甘肃省电力公司甘南供电公司党委党建部四级职员。因在脱贫攻坚战中作出突出贡献，2021年2月25日全国脱贫攻坚总结表彰大会上，郝广平被授予“全国脱贫攻坚先进个人”。